# Pachrapa Chaichua
Patchrapa Chaichua (en thaï : พัชราภา ไชยเชื้อ), surnommée Aum (อั้ม), née le 5 décembre 1978 à Bangkok, est une actrice thaïlandaise de cinéma et de télévision.
Elle commence sa carrière en 1997 après avoir remporté un concours de beauté.

## Filmographie
- 2003 : Fake
- 2007 : Ghost Mother
- 2010 : Saranae Hen Phi
- 2011 : Fabulous 30
- 2015 : Single Lady